# Norbert Galeske
Norbert Galeske (* 21. Mai 1961 in Hagen) ist ein deutscher ehemaliger Basketballspieler und -trainer sowie gegenwärtiger Sportreporter.

## Werdegang
Galeske spielte in seiner Jugend Basketball und war bis 1981 als Spieler unter anderem für die Juniorennationalmannschaften und beim BG Hagen in der 2. Basketball-Bundesliga aktiv. Nach dem Ende seiner aktiven Laufbahn absolvierte er bis 1985 ein Studium der Sportwissenschaft und Journalistik. Parallel zu seinem Studium war er als Trainer in der 1. Damen-Basketball-Bundesliga für den TSV Weilheim und den BTV Wuppertal tätig. Ab 1987 arbeitete er beim Bayerischen Basketball-Verband als Ressortleiter Pressearbeit.
Nach dem Abschluss seines Studiums war Galeske bis 1991 als freier Mitarbeiter beim Westdeutschen Rundfunk in Dortmund, Düsseldorf und Köln für Fernsehen und Hörfunk tätig. Es folgte 1991/92 eine Stadion als Nachrichtenredakteur Sport bei RTL aktuell, ehe er 1993 in die Hauptredaktion Sport des Zweiten Deutschen Fernsehens wechselte. Dort berichtete er seit 1994 als Reporter von den Olympischen Winterspielen und seit 1996 von den Olympischen Sommerspielen. Seine Schwerpunkte liegen beim Fußball, Basketball, Rudern und Kanurennsport sowie beim Eishockey und Rodeln.
2012 war er zusammen mit sechs anderen Sportjournalisten für die Berichterstattung von den Olympischen Sommerspielen für den Deutschen Fernsehpreis nominiert.